# Eriopyga oviduca
Eriopyga oviduca là một loài bướm đêm trong họ Noctuidae.